# Rio Acaraú
Le rio Acaraú est un fleuve brésilien de l'État du Ceará situé dans le Nord-Est de l'État. Il prend sa source sur la municipalité de Monsenhor Tabosa et traverse celles de Tamboril, Nova Russas, Hidrolândia, Ipú, Varjota, Santa Quitéria, Cariré, Groaíras, Sobral, Massapê, Santana do Acaraú, Morrinhos, Marco, Bela Cruz, Cruz et Acaraú. 
Il fait 320 km de long et se jette dans l'Océan Atlantique, dans l'Anse de Timbaúba. Son cours est intermittent jusqu'au lac de l'Açude Araras. Le peuple indigène disparu des Camamus aurait vécu sur ses rives.